# Ptychochrominae
Ptychochrominae es una subfamilia de peces de la familia Cichlidae formada por cinco géneros.

## Géneros
- Katria
- Oxylapia
- Paratilapia
- Ptychochromis
- Ptychochromoides

- Wikimedia Commons alberga una categoría multimedia sobre Ptychochrominae.

- Datos: Q136389
- Multimedia: Ptychochrominae / Q136389
- Especies: Ptychochrominae